# تجارت گل و گیاهان زینتی ایران
صنعت گل‌ها و گیاهان زینتی در ایران، به تجارت و کسب‌وکار در زمینه تولید، بازرگانی، توزیع و فروش این نوع گیاهان اطلاق می‌شود.
ایران یکی از کشورهای غنی از نظر گل‌ و گیاهان بومی و وحشی است و دارای منابع ژنتیکی بسیار ارزشمندی، به‌ ویژه در گل‌ها و گیاهان پیازی مانند لاله، لاله واژگون که در شهر ایلام بسیار محبوب است، انواع آلیوم‌ها و سیکلمن که بومی این کشور هستند.
شهر محلات ، با داشتن گلخانه‌های متعدد یکی از مراکز پرورش گل‌های زینتی در ایران است که به هلند کوچک ایران معروف شده است. همچنین بازار گل‌وگیاه محلاتی در تهران از جمله بزرگ‌ترین مراکز خرید و فروش گل‌ها و‌ گیاهان زینتی در ایران محسوب می‌شود. مرکز  ایران یکی از کشورهای غنی از نظر گل‌ها و گیاهان بومی و وحشی است و دارای منابع ژنتیکی بسیار ارزشمندی به‌ ویژه در گل‌ها و گیاهان پیازی مانند لاله، لاله واژگون که در شهر ایلام بسیار محبوب است، انواع آلیوم‌ها و سیکلمن که بومی این کشور هستند.
تعداد زیادی از ارقام گلی که در دنیا تجاری شده‌اند، بومی کشور ایران هستند. با این حال ایران نتوانسته اقدامات مؤثری برای تولید ارقام جدید با بهره‌گیری از این گونه‌های بومی انجام دهد. این گل‌ها همچنان به صورت وحشی و خودرو در کشور رشد می‌کنند.
مصرف جهانی گل و گیاهان زینتی حتی بدون احتساب بوته‌های خشبی و نیمه خشبی برای باغ و فضای سبزبالغ بر ۱۵۰ میلیارد یورو در سال، برآورد می‌شود. اهمیت تجاری گیاهان زینتی در دهه‌های اخیر به‌‌طور چشم‌گیری افزایش یافته و این امر منجر به افزایش قابل‌ توجه پژوهش‌های انجام‌شده بر روی گل و گیاهان زینتی در سراسر جهان شده است.

## سرانه مصرف گل و گیاهان زینتی در ایران
براساس برآوردها ایرانی‌ها، تقریباً سالی ۶۰ هزار تومان صرف خرید گل می‌کنند؛ طبق تخمین‌ها هر ایرانی به‌طور متوسط سالانه ۶۰ هزار تومان برای گل‌های شاخه‌بریده و ۲۰ هزار تومان (مهر ۱۳۹۷) برای گیاهان گلدانی هزینه می‌کند؛ به‌طور کلی سرانۀ مصرف گل و گیاهان زینتی خیلی مشخص نیست، اما در کشورهای اروپایی و ژاپن هزینه گل و گیاهان زینتی برای هر فرد در سال بیش از ۱۰۰ دلار برآورد می‌شود، ولی در ایران حدود این مبلغ در حدود ۱۵ تا حتی ۱۰ دلار در سال تخمین زده شده‌است، که این مقدار هزینه برای گل و گیاهان زینتی، یک‌دهم مصرف کشورهای پیشرفته و توسعه‌یافته‌ است و برای استفادۀ بیشتر از گل و گیاهان زینتی در ایران نیاز به فرهنگ‌سازی وجود دارد. بیشتر خریداران گل و گیاه کنونی در ایران نیز شهرداری‌ها هستند که این محصول را برای استفاده در بلوارها و فضای سبز شهری خریداری می‌کنند و با توجه به کاهش منابع، کاشت گل در چند سال اخیر از سوی این حوزه نیز بسیار کاهش یافته‌است.
در ایران پر مصرف‌ترین گل‌های شاخه بریده شامل رز، گلایول، مریم، میخک و داوودی هستند. همچنین در ادامه گل‌های گلدانی شامل پوتوس، فیکوس، بنجامین، آگلونما، داوودی و آنتوریوم نیز از گل‌های پرمصرف در ایران محسوب می‌شوند.

## تولید گل رز در ایران
براساس آمار دفتر گل و گیاهان زینتی وزارت جهادکشاورزی در سال ۸۴ تولید گل رز شاخه‌ای در ایران بیش از ۲۶۰ میلیون شاخه و مساحت زیر کشت آن بیش از ۵۰۰ هکتار بوده که از این میزان بیش از ۳۵۰ هکتار را پوشش گلخانه‌ای و ۱۵۰ هکتار نیز در فضای باز انجام شده‌است.
ارقام رزی که در ایران برای تهیه گل شاخه بریده استفاده می‌شد، ارقام رز وارداتی بوده که به‌طور معمول از کشور هلند به ایران وارد می‌شدند، که با تهیه "پروتکل تولید انبوه رز با روش کشت بافت" و خودکفایی تولید انبوه واریته گل رز پرورش‌دهندگان گل در ایران برای تهیه گل شاخه بریده رز از رقم‌های وارداتی از کشور هلند، بی‌نیاز شدند.

### رز ایرانی
رز ایرانی در ایران در استان‌های :گرگان، کرمانشاه، اصفهان، اراک، خراسان، آذربایجان، قزوین، همدان، دامغان، سمنان و تهران می‌روید، و رویشگاه اصلی آن منطقه کرج است؛ گل رز ایرانی همچنین در ترکمنستان و منطقه هرات در افغانستان نیز یافت می‌شود.
گل رز هلندی بخاطر تنوع بالا و ماندگاری و کیفیت عالی، واردات بالایی دارد و از هلند وارد می شود. در مراسم‌هایی که نیاز به گل‌هایی با ماندگاری بالا هست از انواع رز هلندی استفاده می شود.

## حفاظت از گونه‌های گل ایرانی
انگشت نگاری و تهیه شناسنامه مولکولی گیاهان به ویژه گل‌های محمدی در جهان در سال ۱۹۸۵ میلادی معرفی شد، در ایران ۱۳ گونه بومی گل محمدی وجود دارد، که ژن آن‌ها در کلکسیون ذخیره‌سازی گل رز پژوهشکده بیوتکنولوژی ایران حفظ و محفوظ است. اما به‌طور کلی حفظ حقوق مالکیت معنوی ذخایر ژنتیکی اگرچه بسیار ضروری است ولی برنامه مدونی در کشور ایران برای این کار وجود ندارد و درحالی‌که امروزه حفظ مالکیت معنوی محصولات کشاورزی از سطح فنولوژی و مورفولوژی فراتر رفته و به کمک روش‌های نوین بیوتکنولوژی در ژئوتیپ گیاه یا همان (دی‌ان‌آ) انجام می‌شود و در حال حاضر هم با به‌کارگیری همزمان اطلاعات ژنوتیپی و فنوتیپی، امکان تعیین دقیق هویت ارقام واقعی و بومی کشور، در داخل ایران فراهم شده‌است.
مشکلی که وجود دارد این است که از ژرم‌پلاسم موجود گل‌های محمدی به نحو مطلوبی مراقبت نمی‌شود درحالی‌که می‌توان از آن به درستی مراقبت کرد و ارزش افزوده و درآمدهای آن را افزایش داد. گفته‌می‌شود برخی از کشورها ارقام بومی گل محمدی ایران را به نام خود ثبت کردند که از جمله آن‌ها می‌توان، به کشور بلغارستان اشاره کرد. اگر چه گل محمدی نزد مردم ایران معروف است، اما اگر نام و ژن آن در موسسه‌های بین‌المللی به ثبت نرسد کشورهای دیگر می‌توانند آن را به نام خود و نیاکان خویش ثبت کنند.

## مقایسه ایران و دیگر نقاط
علیرغم تلاش‌ها باغداران ایرانی هنوز نتوانستند در سطح تولیدات تجاری به هیچ موفقیتی جهانی دست یابند، و در حالی‌که سطح زیر کشت گل و گیاهان زینتی در جهان ۳۶۰ هزار هکتار است، در کشور ایران تنها ۴۷۰۰ هکتار سطح زیر کشت وجود دارد.
کشورهایی همچون: کلمبیا، کنیا و اتیوپی نزدیک به یک میلیارد دلار صادرات گیاهان زینتی دارند؛ درحالی‌که سطح توسعه یافتگی این کشورها از لحاظ تکنولوژی از ایران کمتر است اما هر کدام تقریباً بیست برابر کشور ایران صادرات گل و گیاهان زینتی دارند.
درآمد تولیدات گل و گیاهان زینتی در جهان در تازه‌ترین برآوردها حدود ۹ میلیارد یورو است، اما درآمد باغداران ایرانی فراتر از ۹۰ میلیون یورو، که معادل یک درصد از ارزش تولیدات جهانی است، نرفته‌است.

## وضعیت صادرات ایران
سهم ایران از بازار حدود ۲۵ میلیارد دلاری صادرات گل در جهان تقریباً کمتر از ۰/۳ درصد، است.
علی‌رغم اهمیت تجاری گیاهان زینتی، صادرات ایران در سال ۲۰۰۹ میلادی تنها حدود کمتر از ۴۰ میلیون دلار در سال بود و در این سال جایگاه هشتاد و ششم کشورهای صادرکننده گیاهان زینتی را دارا بود که با توجه به پتانسیل کشور ایران و همچنین سطح زیر کشت بیش از ۵۰۰۰ هکتاری ایران، این رتبه به هیچ عنوان مناسب نبود. در حال حاضر اگر چه جایگاه ایران از نظر تولید گل در رتبه ۱۷ جهانی هست، اما در بخش صادارات گل، در رتبه ۱۰۷ جهانی قرار گرفته‌است.
برآورد علمی نشان‌دهندهٔ توانِ یک میلیارد دلار، ظرفیت صادراتی گل و گیاه زینتی برای ایران است که فقط ۵ درصد آن محقق می‌شود، که از دلایل آن این است که تولید گل، علی‌رغم سوددهی، اشتغال زایی بالا و امکان صادرات بالا، یک مسئله استراتژیک تلقی نشده‌است.
از جمله مهم‌ترین دلایلی که باعث کاهش صادرات در بخش گل و گیاه زینتی ایران شده، می‌توان به گرانی نرخ کرایه حمل هوایی، مشکلات حمل زمینی از محل کشت، پایانه و … تا گمرک خروجی، مشکلات مربوط به تنظیم زمان‌بندی تولید و حمل و در نتیجه عدم تحویل به موقع محصول متناسب با نیاز مشتری و عدم پیروی از یک استراتژی مشترک توسط صادر کنندگان ایرانی است. یکی از عوامل مهم و مؤثر در صادرات گل و گیاه، توجه به روش بسته بندی آنهاست. 
بیشترین گل‌هایی که از ایران صادر می‌شود شامل گلایول، رز، میخک، داوودی، مریم، آنتوریوم، لاله، نرگس، سوسن، مارگریت، پرنده بهشتی، ژربرا و آلسترومریا است.

## راهکارهای ارتقا
در ایران حدود ۵۰۰ گونه ۱۰۰ درصد زینتی وجود دارد که حداقل ۵۰ گونه آن قابلیت تجاری سازی دارند که نیاز اول برای تجاری سازی و ورود در عرصه‌های جهانی، کار به نژادی بر روی آنان است.
این گونه‌های گیاهی که اغلب به صورت وحشی و خودرو رشد می‌کنند، ظرفیت بالایی در تولید گیاهان زینتی دارند که راهکار آن اهلی کردن و تولید به نژادی گیاهان بومی است.

### شرکت در نمایشگاه‌ها به صورت گروهی و زیر نظر انجمن‌های ملی
کشورهایی نظیر کلمبیا و کنیا با کمک‌انجمنهای قوی و منسجم‌شان به صورت مشترک در نمایشگاه‌های بین‌المللی گل ورود پیدا می‌کنند و از این طریق بازاریابی خوبی می‌کنند. در حال حاضر گل فروشی‌های ایران در برخی شهرها زیر مجموعه اتحادیه فروشندگان کود و سم هستند که سنخیتی با یکدیگر ندارند و همین موضوعات نیز باعث می‌شود تا افزایش قیمت گل، در گل فروشی‌ها رخ بدهد.

### کشت بافت
کشت بافت روشی آزمایشگاهی است که به وسیله آن می‌توان تعداد زیادی گیاه (در حد میلیون‌ها شاخه) را در مدت زمان کوتاهی تولید کرد و مزیت اصلی آن در قیاس با روش‌های سنتی تکثیر، تهیه گل و گیاهانی عاری از هرگونه بیماری و آلودگی است.
در روش کشت بافت، گیاهان بعد از ضدعفونی سطحی در شرایط آزمایشگاهی در درون ظروف کشت حاوی محلول‌های غذایی مناسب قرار داده می‌شوند و با استفاده از تنظیم کننده‌های رشد گیاهی عمل تکثیر در تمام فصل‌های سال قابل انجام است. گیاهان کشت بافتی پس از ریشه دار شدن به گلخانه‌های سازگار و در نهایت به گلخانه‌های تجاری برای تولید نهایی منتقل می‌شوند.
در این روش گل به صورت کشت بافتی به دست می‌آید که به وسیله آن می‌توان انبوه گل را (در حد میلیون‌ها شاخه) در مدت زمان کوتاهی تولید کرد و مزیت اصلی آن در قیاس با روش‌های سنتیِ تکثیر، تهیه گل و گیاهانی عاری از هرگونه بیماری و آفت است، درحالی‌که گل محمدی در حال حاضر در ایران به صورت سنتی تکثیر می‌شود.
کشت بافت برای حفظ گونه‌های در حال انقراض گل محمدی در ایران امری ضروری است.

## زمینه‌های و جنبه‌های مختلف فعالیت در زمینه گل و گیاه زینتی

### گلاب‌گیری
در شهرستان کاشان و شهر های قمصر، نیاسر، بادرود و روستاهای اطراف آن‌ها گلاب‌گیری رونق بسیاری دارد و مسافران از اقصی نقاط ایران و جهان برای استشمام بوی گل محمدی و تماشای گلابگیری به کاشان می‌روند، تا ضمن تماشای گلابگیری دستی در مزارع گلابگیری، ظرف‌های گلاب و سایر عرقیجاتی همچون: زیره، نعناع، هل و … را خریداری کنند.

## بازارهای هدف صادراتی
براساس آمارها کشور عراق عمده‌ترین بازار گل‌های زینتی ایران است، و کشور ویتنام دومین بازار گل و گیاه ایران، و ترکمنستان سومین بازار گل‌های زینتی ایران است. آذربایجان نیز در چایگاه چهارمین بازار گل و گیاه ایران قرار دارد و افغانستان نیز پنجمین خریدار محصولات ایران می‌باشد.
لازم است ذکر شود که گل‌های ایرانی به کشورهای دیگری در جهان نیز صادر شده که از جمله آن‌ها می‌توان به انگلستان، هلند، ایالات متحده آمریکا، اسپانیا، استرالیا، امارات متحده عربی، سوئیس، آلمان، چین، فرانسه، ژاپن، ویتنام، عراق و پاکستان اشاره کرد. اما بزرگ‌ترین مشتریان گل و گیاهان زینتی ایران در سال‌های گذشته نیز کشورهای عراق، آذربایجان، اوکراین، مولداوی، بلاروس، گرجستان، ارمنستان، تاجیکستان، قرقیزستان، ازبکستان، ترکمنستان، قزاقستان و روسیه بوده‌اند؛ که بسیاری از آن‌ها مانند گرجستان، 
روسیه و بلاروس در واقع محل ترانزیتی برای گل‌های صادراتی ایران به کشورهای دیگر هستند و گل‌های ایرانی بعد از ورود به این کشورها مجدداً در بسته‌بندی‌های نو و با نام‌های نو، از طرف این کشورها صادرات می‌شوند.

### بازار روسیه
روسیه «بزرگترین بازار» نزدیک ایران است و این کشور مصرفی حدود «۴ میلیارد دلار» در حوزه گل و گیاه دارد که در قیاس با دیگر کشورها عدد بسیار بزرگی است و نشان می‌دهد که شایسته‌است روی بازار صادرات این کشور (روسیه) کار شود. کشور روسیه اغلب نیازهای خود را از کشورهای اروپایی و ترکیه تأمین می‌کند که کشور ایران باید بتواند قسمتی از این بازار را به دست آورد. در حال حاضر کشورهای اکوادور و کلمبیا نیز از جمله تأمین کنندگان گل رز به روسیه هستند. در حال حاضر طبق یکی از قراردادهای منعقد شده، هر محموله ۱۰ هزار شاخه ای هر هفته یا هر ۱۰ روز یک بار از ایران به صورت هوایی به مسکو صادر می‌شود. vc

## موانع اقتصادی
بسیاری از کارشناسان و دست‌اندرکاران حوزه کشاورزی و اقتصاد بر این باورند که ورود گل‌های خارجی بسیار ارزان قیمت و بالا بودن هزینه‌های معمول تولید در ایران توان رقابت را از تولیدکنندگان این بخش گل و گیاه زینتی نیز گرفته و این دو مهم یکی از دلایلی است که بازار گل ایران با چالش‌هایی جدی مواجه شده‌است.
از دلایل اصلی افزایش قیمت تولید گل در کشور ایران بالا بودن قیمت زمین و سودهای بانکی است و با توجه به نبود شرایط نگهداری و البته شرایط صادرات مناسب برای ماندگاری بالای گل در زمان صادرات و هواپیماهای مخصوص برای صادرات گل‌های زینتی در روز، ایران نمی‌تواند در جایگاه بین‌المللی از نظر صادرات گل و گیاه جایگاه بهتری را پیدا کند و به علاوه این کشور باید منتظر باشد تا از سوی کشورهای رقیب، بازارهای هدف کنونی را (مانند عراق و کشورهای همسایه) نیز بزودی از دست بدهد.
هزینه حمل و نقل در بخش گل و گیاه زینتی بالا است، و همچنین نبود مشتری برای محصول تولیدی به دلیل ورود گل‌های خارجی طبیعی و مصنوعی بسیار ارزان قیمت باعث ضعیف شدن بازار گل تولیدی در داخل ایران شده‌است و برای حمایت از صنعت گل نیاز است ساز و کارهایی توسط بخش‌های متولی در این عرصه اعمال شود. نبود سردخانه و شرایط حمل و نگهداری نیز عملاً قدرت صادرات گل از طریق هوایی را با مشکل مواجه می‌کند.
با وجود شرایط مساعد آب و هوای ایران برای پرورش گل در تمام فصل های سال، محدودیت در ارتباط بانکی و نقل و انتقال پول، باعث عدم توسعه این صنعت در زمینه تجارت آزاد با اکثر کشورها گردیده است.

## نهادهای متولی
کار اصلاح ژنتیکی بر روی گیاهان زینتی و عطری در کشور ایران هنوز «متولی خاص» ندارد.

### انجمن گل و گیاهان زینتی ایران
«انجمن علمی گل و گیاهان زینتی» برای گسترش فعالیت‌ها و حمایت از تولید، آموزش و تحقیق به عنوان بازوی مشورتی و اجرایی دولت است. هیئت مؤسس این انجمن متشکل از ۱۵ نفر از استادان، پژوهشگران و فعالان صنعت گل و گیاهان زینتی است که در اواسط سال ۱۳۹۰ تشکیل و شروع بکار نمود. اعضای هیئت مؤسس این انجمن از اعضای هیئت علمی پژوهشکده بیوتکنولوژی کشاورزی ایران و دانشگاه‌های تهران، تربیت معلم، تربیت مدرس، شیراز، فردوسی مشهد، گیلان، مؤسسه آفات و بیماری‌های گیاهی و مرکز ملی تحقیقات گل و گیاهان زینتی بودند؛ و دفتر کمیسیون انجمن‌های علمی وزارت علوم، تحقیقات و فناوری با تأسیس انجمن علمی گل و گیاهان زینتی ایران موافقت کرد.
اعضای انجمن علمی گل و گیاهان زینتی ایران از محققان، استادان، دانشجویان وتولید کنندگان گل و گیاه کشور ایران هستند و انجمن عمدهٔ فعالیت‌هایی که دارد بر اساس وظایفی است که از طریق وزارت علوم تعریف شده‌است؛ این انجمن زیر نظر وزارت علوم فعالیت نموده و «دارای مجوز و رتبه الف از وزارت علوم» است.
از وظایف انجمن گل و گیاهان زینتی ایران برگزاری کنگره‌های ملی و بین‌المللی است که این انجمن در این زمینه از زمانی که تشکیل شده‌است، یعنی از سال ۱۳۹۲ تا کنون کنگره‌های متعددی را برگزار کرده‌است. از جمله نخستین کنگره گل و گیاهان زینتی ایران که در شهر کرج برگزار شد و دومین کنگره ملی و نخستین کنگره بین‌المللی در دانشگاه فردوسی مشهد برگزار شد و سومین کنگره ملی و دومین کنگره بین‌المللی در پژوهشکده گل و گیاهان زینتی برگزار شد.
انجمن گل و گیاهان زینتی در حوزه سمپوزیوم‌های تخصصی نیز فعالیت می‌کند، بطوریکه با همکاری انجمن بین‌المللی علوم باغبانی نخستین سمپوزیوم بین‌المللی گل و گیاهان زینتی بومی را با حضور۱۵۰ نفر از متخصصان ایرانی و غیرایرانی از جمله ۲۰ نفر از محققان و استادان از ۱۲کشور مختلف شامل بلژیک، ایتالیا، ژاپن، شیلی، تایلند، روسیه و چند کشور دیگر برگزار کرد.
انجمن گل و گیاهان زینتی ایران در نمایشگاه ایران سبز که بیش از ۶۰ شرکت از کشورهای مختلف و نزدیک ۵۰ شرکت ایرانی در آن حضور داشتند، مشارکت داشته‌است.

#### هیئت مؤسس
- پژمان آزادی، پژوهشکده بیوتکنولوژی کشاورزی ایران
- نورالله احمدی، دانشگاه تربیت مدرس
- ابوالفضل ایرانشاهی، شرکت واردات و صادرات گل
- علی تهرانی فر، دانشگاه فردوسی
- مریم جعفرخانی کرمانی، پژوهشکده بیوتکنولوژی کشاورزی ایران
- عبداله حاتم زاده، دانشگاه گیلان
- احمد خلیقی، دانشگاه تهران
- محمد حسین دانشور، دانشگاه اهواز
- هدایت زکی زاده، دانشگاه گیلان
- محمدرضا شفیعی، مرکز ملی تحقیقات گل و گیاهان زینتی محلات
- حسن صالحی، دانشگاه شیراز
- محسن کافی، دانشگاه تهران
- احمد مجد، دانشگاه تربیت معلم
- احمد معینی، دانشگاه تربیت مدرس
- منصوره میر ابوالفتحی، مؤسسه تحقیقات گیاه‌پزشکی
- روح‌انگیز نادری، دانشگاه تهران[۸]

### پژوهشکده بیوتکنولوژی کشاورزی
پژوهشکده بیوتکنولوژی کشاورزی ایران (ABRII) در سال ۱۳۶۲ به عنوان بخشی از مؤسسه اصلاح نهال و بذر کرج تأسیس شد و در سال ۱۳۷۸ به صورت مستقل درآمد.

#### اقدامات و فعالیت‌ها
- بررسی مدل‌های نوآوری برای تجاری سازی دستاوردهای بیوتکنولوژی
- بررسی توانمندی‌های سازمانی و توسعه نوآوری در تجاری‌سازی فناوری‌های زیستی
- بررسی سطوح انتقال دانش و فناوری در بیوتکنولوژی
- مرور بر روش‌های بهنژادی مدرن گل و گیاهان زینتی

### ایستگاه ملی تحقیقات گل و گیاهان زینتی
برگزاری «سمپوزیوم بین‌المللی گل و گیاه ایران» از جملهٔ فعالیت‌های مشترک انجمن گل و گیاهان زینتی ایران و ایستگاه ملی تحقیقات گل و گیاهان زینتی می‌باشد، که اولین سمپوزیوم بین‌المللی گل و گیاهان زینتی بومی، در رامسر و در سال ۱۳۹۶ برگزار شد.

### شبکه بیوتکنولوژی کشاورزی اکو
شبکه بیوتکنولوژی کشاورزی اکو (ECO- ABN)، نهاد زیست‌فناوری گیاهی سازمان همکاری‌های اقتصادی (اکو) است که در سال ۲۰۰۸ میلادی تأسیس شد و مرکز آن در ایران (شهر کرج) است. وظیفهٔ این بنیاد فراهم سازی بستر لازم برای محققان کشورهای عضو برای تبادل دانش و تجربیات فنی و یافته‌های تحقیقاتی در زمینهٔ بیوتکنولوژی، انجام پروژه‌های تحقیقاتی مشترک برای رفع مشکلات منطقه‌ای و جذب و به‌کارگیری منابع مالی ملی و بین‌المللی در قالب پروژه‌های مشترک منطقه‌ای و بین‌المللی، کمک به ایجاد زیرساخت‌های لازم برای تحقیقات و توسعه بیوتکنولوژی کشاورزی و همکاری منطقه‌ای در گسترش آگاهی عمومی و سیاست‌گزاری مشترک زیرمجموعهٔ سازمان اکو است.

### نشریه گل و گیاهان زینتی ایران
نشریه گل و گیاهان زینتی ایران به سردبیری حسن صالحی و مدیر مسئولی پژمان آزادی با هدف اطلاع‌رسانی پیشرفتها و گسترش علوم مربوط منتشر می‌شود.
نشریه گل و گیاهان زینتی، توسط انجمن گل و گیاهان زینتی ایران و پژوهشکده ملی گل و گیاهان زینتی و باهدف اطلاع‌رسانی پیشرفت‌ها و گسترش علوم مربوط منتشر می‌شود؛ و فرایند پذیرش مقاله بدین‌شکل است که ابتدا مقاله توسط مؤلف فرستاده می‌شود و پس از مطرح شدن در هیت تحریریه و در صورت تأیید برای داوران منتخب ارسال خواهد شد؛ و نتایج داوری و در صورت لزوم پیشنهادها اصلاحی برای مؤلف ارسال و پس از انجام اصلاحات و در صورت تأیید داور نهایی مورد پذیرش چاپ قرار خواهد گرفت.

### کلکسیون گل رز جهاد کشاورزی
کلکسیون گل‌های رز تجاری جهان است که در شهرستان کرج دایر شده‌است، و در خود ۲۰۰ نمونه گل رز را دارد که حدود ۱۷۰ نوع از گل‌های رز تجاری جهانی خریداری و در کنار گل‌های رز بومی ایران نگهداری می‌شوند. در مجموع این کلکسیون ده‌ها نوع گل رز به ویژه گل محمدی را در خود جای داده‌است. در این کلکسیون ذخیره‌سازی ژن ۲۰۰ رقم گل رز خارجی نیز انجام شده‌است که در نوع خود کم‌نظیر است، و به کمک این کلکسیون گل رز می‌توان رزهای ایرانی را اصلاح کرده و آن‌ها را به جهان معرفی نمود.
شروع کارهای اجرایی جمع‌آوری گل‌های رز از سال ۱۳۸۳ آغاز شد و پروژه گل رز پژوهشکده بیوتکنولوژی جهاد کشاورزی از سال ۱۳۸۴ رسماً آغاز بکار کرد و دستاوردی بزرگ در زمینهٔ جمع‌آوری گونه‌های مختلف رز و اصلاح و کشت انواع آن‌ها داشت، که «تولید» نخستین گل رز ایرانی به نام گل رز ابری نیز یکی از نتایج حاصل از این پروژه شد.
یکی از اهداف پژوهشکده بیوتکنولوژی کشاورزی کرج شناخت رز ایرانی است، در ایران ۱۴ گونه گل رز شناسایی شده و دست‌کم ۱۳ گونه بومی گل محمدی شناخته‌شده‌است که ژن آن‌ها در این کلکسیونِ‌ذخیره‌سازیِ گل رز پژوهشکده بیوتکنولوژی کشاورزی ایران در واحد کرج، حفظ و نگهداری شده‌است. نخستین پروژهٔ انجام شده در این زمینه در پژوهشکده بیوتکنولوژی ایران، قرار داد حمایت و نظارت بر تولیدِ انبوه ۷ هزار قلمه رز با معاونت تولیدات گیاهی وزارت جهاد کشاورزی ایران بود.

## رویدادهای مرتبط

### کنگره بین‌المللی و کنگره ملی گل و گیاهان زینتی ایران
کنگره ملی گل و گیاهان زینتی ایران (به انگلیسی: The Iranian International and National Congress of Ornamental Plants)، همایشی است به منظور ارتقاء دانش و ایجاد ارتباط بین متخصصان و محققان داخلی ایرانی و مطرح بین‌المللی و معرفی پژوهش‌ها و دستاوردهایِ جدید در زمینه‌های مختلف علوم و تولیدات تجاری گل و گیاهان زینتی که با تعیین محورهای مختلف در حوزه گل و گیاهان زینتی برگزار می‌شود. ارائه تازه‌های علمی، همکاری‌های نوین و تشریح رویکرد توسعه گلخانه‌های کشور ایران، در زمینه گل و گیاهان زینتی از ویژگی‌های این کنگره هستند.
برگزاری کنگره بین‌المللی و کنگره ملی گل و گیاهان زینتی ایران از جمله رویدادهای صنعت و تجارت گل و گیاهان زینتی در ایران می‌باشد که دبیران علمی این کنفرانس مریم جعفرخانی کرمانی و پژمان آزادی هستند و دبیران اجرایی کنفرانس بین‌المللی گل و گیاهان زینتی ایران محمدرضا شفیعی و امیر عربی می‌باشند.
در سال ۱۳۹۳ اولین همایش ملی گل و گیاهان زینتی ایران برگزار شد، این کنگره تاکنون (سال ۱۳۹۷ هجری‌شمسی) پی در پی برگزار شده و در سال ۱۳۹۷ نیز «دومین کنگره بین‌المللی» و «سومین کنگره ملی» گل و گیاهان زینتی ایران برگزار شد.
همزمان با برگزاری کنگره ملی گل و گیاهان زینتی، کتاب‌ها و نشریات علمی برتر این حضور معرفی و تقدیر می‌شوند. جشنواره کتاب و نشریات برتر گل و گیاهان زینتی جشنواره کتاب و نشریات برتر گل و گیاهان زینتی با هدف معرفی آثار برتر حوزه نشر در زمینه گل و گیاهان زینتی و موضوعات مرتبط با محورهای کنگره، در حاشیه این کنگره ملی برگزار می‌شود.
برگزاری کنگره بین‌المللی و کنگره ملی گل و گیاهان زینتی ایران از جمله فعالیت‌های ایستگاه ملی تحقیقات گل و گیاهان زینتی و از وظایف انجمن گل و گیاهان زینتی ایران هست، که این انجمن در این زمینه از زمانی که تشکیل شده‌است، یعنی از سال ۱۳۹۲ تا کنون کنگره‌های متعددی را برگزار کرده‌است، از جمله نخستین کنگره گل و گیاهان زینتی ایران که در شهر کرج برگزار شد و دومین کنگره ملی و نخستین کنگره بین‌المللی در دانشگاه فردوسی مشهد برگزار شد و سومین کنگره ملی و دومین کنگره بین‌المللی در پژوهشکده گل و گیاهان زینتی برگزار شد.
این کنگره با "حضور استادان برجسته و چهره‌های سرشناس جهانی" برگزار می‌شود. تابه‌امروز در این کنگره افراد صاحب‌نظر ملی ایران و همچنین بین‌المللی از کشورهای هلند، ژاپن، ترکیه، آذربایجان، آلمان و انگلستان با ارائه سخنرانی و کارگاه‌های آموزشی به بیان جدیدترین دستاوردهای علمی در زمینهٔ گل و گیاهان زینتی پرداخته‌اند. از جمله سخنرانانِ غیر ایرانیِ این کنگره، ماساهیرو می، یاپ ون تایل و آندره کپرت از ژاپن و هلند بوده‌اند. ماساهیرو می، استاد دانشگاه چیبا از کشور ژاپن، فعالیت‌هایی در زمینه اصلاح گل و گیاهان زینتی داشته‌است که گروه تحقیقاتی تحت سرپرستی وی در زمینه اصلاح گل‌های ارکید، بگونیا، میخک، کوکب، پامچال، شاه اشرفی، کالانکوئه و لیلیوم نتایج ارزنده ای داشته‌اند و ازجمله این دستاوردها تولید ارقام متنوع بگونیا و تولید اولین گیاهان ارکید و کوکب به رنگ آبی در جهان (رز آبی) می‌باشد؛ و یاپ ون تایل استاد دانشگاه واخنینگن هلند است در طول حدود ۳۰ سال فعالیت‌های تحقیقاتی، دستاوردهای ارزنده ای در زمینه تولید و اصلاح انواع گیاهان پیازی از جمله لیلیوم و لاله داشته‌است. وی "مسوول برگزاری تعداد زیادی از سمپوزیوم‌های انجمن بین‌المللی علوم باغبانی ISHS" بوده و مقالات متعددی در زمینه اصلاح گیاهان زینتی پیازی منتشر کرده‌است.

### برگزاری سمپوزیوم بین‌المللی گل و گیاه ایران
برگزاری «سمپوزیوم بین‌المللی گل و گیاه ایران» از جملهٔ فعالیت‌های مشترک انجمن گل و گیاهان زینتی ایران و ایستگاه ملی تحقیقات گل و گیاهان زینتی می‌باشد، که اولین سمپوزیوم بین‌المللی گل و گیاهان زینتی بومی، در رامسر و در سال ۱۳۹۶ برگزار شد.

### حضور مبدع گل رز آبی در ایران
پژوهشکده بیوتکنولوژی کشاورزی ایران میزبان دو دانشمند ژاپنی که نخستین و تنها تولیدکننده رز، میخک و ارکیده‌های آبی رنگ در دنیا هستند، بوده‌است؛ یاشیکازو تاناکا و ماشیرو می‌به منظور بازدید و برگزاری کارگاه آموزش اصلاح مولکولی گیاهان زینتی به پژوهشکده دعوت شده بودند؛ در این کارگاه یاشیکازو تاناکا، ماساهیرو می، پژمان آزادی و مریم جعفرخانی کرمانی به عنوان مدرس حضور داشتند.

## موفقیت‌ها

### دستیابی به رقم جدید گل رز با نام ابری در ایران
کارشناسان وزارت جهاد کشاورزی ایران باتهیه برنامه‌های بلند مدت و میان مدت جهت اصلاح رز ایران و معرفی ارقام رز ایران با نام (Persian Rose)، برای نخستین بار موفق به تولید رقم جدید رز هگزا پلوئید با نام ابری شدند که در مرحله ثبت جهانی قرار گرفت؛ این گونهٔ گل رز با روش افزایش سطح پولیدی و دو برابر کردن کروموزوم‌ها تولید شد و گلی است که از لحاظ تجاری بسیار ارزشمند است. این‌گونه رز توسط گروهی از محققان ایرانی (پریسا کوباز، مریم جعفرخانی کرمانی، زهرا حسینی، ابوالفضل جوکار، محبوبه خاتم‌ساز) کشف و شناسایی شد و رز ابری (R. abrica) نام گرفت، نام این گل مخفف حروف لاتین پژوهشکده بیوتکنولوژی کشاورزی ایران است.

### دستاورد علمی دانشمند ایرانی در کمپانی دیوید آستین
در سال ۲۰۰۱ میلادی تولید ۴ رقم جدید از رز (دو تتراپلوئید از گیاهان دیپلوئید: 'Thérèse Bugnet' و 'Pink Surprise'و دو هگزاپلوئید از گیاهان تریپلوئید: 'Alister Stella Gray x Abraham Darby' و 'New dawn') که در حال حاضر در کمپانی دیوید آستین در برنامه‌های اصلاح رز مورد استفاده قرار می‌گیرند، توسط یک دانشمند ایرانی به نام " مریم جعفرخانی کرمانی " صورت پذیرفت.

## مجلات و مطبوعات مرتبط

### نشریه گل و گیاهان زینتی ایران
نشریه گل و گیاهان زینتی ایران به سردبیری حسن صالحی و مدیر مسئولی پژمان آزادی با هدف اطلاع‌رسانی پیشرفتها و گسترش علوم مربوط منتشر می‌شود.

## مناطق تولید عمده گل و گیاه زینتی ایران
بیشترین گل ایران در استان‌های تهران، استان مرکزی (محلات)، استان مازندران، استان خوزستان (دزفول)، اصفهان، شیراز، استان چهارمحال بختیاری و استان گیلان تولید می‌شوند.

### گیلان
استان گیلان یکی از مناطق گل خیز ایران است که به دلیل شرایط مناسب در زمینه تولید انواع گل و گیاه شهرت دارد.
گیلان استانی با تنوع آب و هوایی است، از این رو از استعداد طبیعی برای رویش انواع گیاهان از جمله گل‌ها و گیاهان زینتی برخوردار است، و سالانه در حدود ۱ میلیون و ۲۰۰ هزار شاخه بریده گل از استان گیلان صادر می‌شود (اردیبهشت ماه، ۱۳۹۰)، اما نداشتن پایانه صادراتی گل و گیاه را از مشکلات مهم این منطقه است. ۵ تا ۱۰هکتار زمین برای ایجاد پایانه صادراتی گل و گیاه در گیلان نیاز است تا بتوان همه تجهیزات و امکاناتی را که برای تسهیل و تسریع امور صادرات نیاز است، در آن جا فراهم کرد، از جمله به مکانی نیاز است که بتوان زیرساخت‌های لازم در آن جا مثل تأسیسات، سردخانه‌ها و امکان استقرار دستگاه‌های مختلف مثل گمرک، استاندارد و بورس را فراهم نمود.
در شهریور ۱۳۹۰این استان ۳۱۰ گلخانه و ۱۱۸ هزار باغ پرورش گل و گیاهان زینتی داشت.

### محلات
۳۰ درصد از مردم محلات همگی به‌طور کامل در صنعت گل اشتغال دارند، و محلات بیشترین سطح زیر کشت وپرورش انواع گل و گیاه زینتی در ایران را دارد، شهرستان محلات واقع در جنوب استان مرکزی به هلند ایران شهرت دارد، صنعت گل و گیاه محلات در صورت حمایت و توجه می‌تواند ضمن رونق به اشتغالزایی و تولید ثروت شود، و در بخش توسعه صادرات غیرنفتی نیز نقش ایفا کند.
مازندران
مازندران یکی از مناطقی هست که میشود گفت پایتخت گل های زینتی بخاطر داشتن گلخانه های فروان آن بخاطر داشتن آب و هوایی معتدل برای پرورش گل و گیاه،برای مثال میشود از مناطقی مانند تنکابن آمل و محمود آباد نام برد که شغل اکثر آنها گل و گیاه هست برای مثال روستای وازیک محمود آباد.